# Holili
Holili ist ein Verwaltungsbezirk (Ward) des Distrikts Rombo in der tansanischen Region Kilimandscharo.

## Geografie
Holili liegt im Nordosten von Tansania rund 30 Kilometer Luftlinie östlich der Regionshauptstadt Moshi an der Grenze zu Kenia. Der Bezirk grenzt im Norden an Mahida, im Nordosten an Chala, im Südosten an Kenia und im Westen an Makuyuni und Mwika Kusini des Distrikts Moshi.
Das Gebiet ist hügelig und liegt zwischen 1200 und 1700 Meter über dem Meeresspiegel. Es ist von Bächen durchzogen, die sich bis zu 20 Meter tief in das darunter liegende vulkanische Gesteine aus dem Pleistozän bis zum Holozän eingegraben haben. Die aus Olivinbasalt bestehenden vulkanischen Gesteine sind von kalk- und tuffhaltigen, kiesigen Brekzien bedeckt, die von Eruptionen parasitärer Kegel in der Nähe stammen.
Bei der Volkszählung 2022 lebten 10.932 Menschen in 3298 Haushalten auf einer Fläche von 36 Quadratkilometern.

## Gliederung
Der Bezirk besteht aus zwei Gemeinden (Mtaa) mit sechs Orten (Kitongoji):
| Holili Mjini - Kastamu - Lotima - Chilio | Holili Vijijini - Kakuyuni - Shuleni - Mbitini |

## Wirtschaft und Infrastruktur
- Gesundheit: Im Bezirk befinden sich ein staatliches Gesundheitszentrum[8] und eine private Apotheke.[9]
- Verkehr: In Holili befindet sich der Grenzübergang der asphaltierten Nationalstraße T15 zum keniatischen Grenzort Taveta.[10]
- Bildung: Die Elishadai-Holili Secondary School,[11] die Holili Secondary School[12] und die Ritaliza Secondary School[13] sind öffentliche weiterführende Schulen mit einer Ausbildung bis zur 4. Stufe.[14]

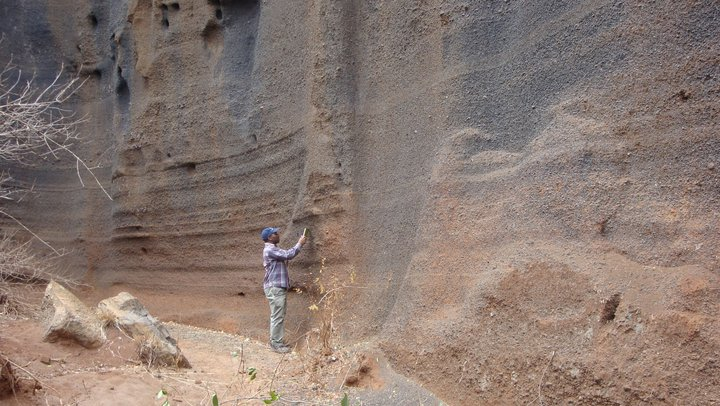
Untersuchung zur Altersbestimmung von Ablagerungen

## Sonstiges
Im Jahr 1996 wurden von Ziegelarbeitern Fragmente fossiler Knochen gefunden. Bei den folgenden Untersuchungen kamen versteinerte Blätter und Holzstücke zum Vorschein. 1998 wurden die Feldarbeiten fortgesetzt und ein einzelnes Hominidenwerkzeug entdeckt.